# Djaloukou
Djaloukou è un arrondissement del Benin situato nella città di Savalou (dipartimento delle Colline) con 7.577 abitanti (dato 2006).